# Pristiophorus nudipinnis
Espèce
Statut de conservation UICN

 LC  : Préoccupation mineure
Le requin-scie à nez court est un requin de la famille des pristioriformes.

## Description
Le requin-scie à nez court est un requin trapu et long d'environ 124 cm pour la femelle. Les barbillons sont plus près de la bouche que du bout du rostre. Il a 12 à 14 dents latérales en avant des barbillons et 6 à 8 en arrière, 13 à 14 dents ventrales en avant des barbillons et 4 en arrière.
Sa coloration est uniformément gris ardoise dorsalement, avec une ligne médiane et des bords foncés indistincts sur le rostre.

## Habitat et répartition
On le rencontre dans le sud de l'Australie sur ou près du fond des plateaux continentaux tempérés et subtropicaux, à des profondeurs dépassant les 110 m.